# Шантаж (роман)
«Шантаж» — роман американского писателя Джона Гришэма.

## Сюжет
Трое бывших судей преклонного возраста отбывают наказание в тюрьме. В заключении они изобрели интересный способ заработка. Подавая объявления о знакомстве в газеты от имени молодого гомосексуала, они заводят переписку с другими состоятельными гомосексуалами. Затем начинают шантажировать их прямо из тюрьмы, выманивая крупные суммы. Некоторые гомосексуалы находятся на грани самоубийства вследствие стресса.
Вторая сюжетная линия романа связана с деятельностью спецслужб, которые «проводят» в президенты своего человека. Лэйк — безупречная кандидатура, однако слежка выясняет, что он ведёт тайную переписку. В результате оперативных мероприятий спецслужбы определяют адресатов — это престарелые шантажисты из федеральной тюрьмы. А Лэйк является гомосексуалом. «Крышеватели» кандидата-гомосексуала из ЦРУ обдумывают, как им поступить.
В итоге судьям удаётся выторговать помилование и получить отступные с условием, что они уедут в Англию.
В финале представитель спецслужб выносит судьям предупреждение. От скуки они принялись за старое, подав объявление о знакомстве в газеты для геев.

## Критика
Книга получила различные отзывы. Так, по мнению обозревателя газеты The Independent, Гришэм создал «захватывающий и замечательно написанный триллер». Барри Джонсон из газеты The Austin Chronicle выразил мнение, что в романе слишком много вымысла, и это его портит. Обозреватель же Entertainment Weekly Том Де-Хейвен счёл роман лучшим произведением Гришэма со времён его новеллы Партнёр.
Роман занял первое место в списке бестселлеров по версии Publishers Weekly за 2000 год.